# Un chien à la Mutualité
Un chien à la Mutualité est un super 45 tours de Léo Ferré, paru en 1970 chez Barclay. 

## Genèse
Paris je ne t'aime plus a été enregistré en public, le 10 décembre 1969, à la maison de la culture de Saint-Denis.

Le Chien et Le crachat furent enregistrés en public, le 13 décembre 1969, au Centre culturel de Yerres.

## Caractéristiques artistiques
Référence originale : Barclay 71416
- Précédemment à ce super 45 tours, est sorti en décembre 1969 le 45 tours Barclay 61218 qui propose les titres Le Chien et Paris, je ne t'aime plus.

## Postérité
Ce super 45 tours est devenu un classique, un « collector » dans l'abondante discographie de Léo Ferré. En 2001, parait un CD maxi Un chien à Montreux, « clin d'œil » à son aîné de 31 ans qui proposent d'autres versions public et alternatives des titres Le Chien et Le crachat (auquel s'ajoutent, Vitrines et Il n'y a plus rien), enregistrés en 1973.

## Titres
Textes et musiques de Léo Ferré.
| 1. | Le Chien                 |  | 6:51 |
| 2. | Paris, je ne t'aime plus |  | 3:46 |
| 3. | Le crachat               |  | 3:03 |

## Musiciens
Léo Ferré est accompagné au piano par Paul Castanier.